# Tytus Kielanowski
Tytus Kielanowski herbu Pobóg (ur. w 1819, zm. 14 lipca 1891 we Lwowie) – ziemianin, polityk konserwatywny, poseł do austriackiej Rady Państwa.

## Życiorys
Ukończył studia prawnicze. Ziemianin, od 1851 właściciel dóbr Korozów i Kozłów (pow. kamionkowski). Członek Galicyjskiego Towarzystwa Kredytowego Ziemskiego i prezes Wydziału Okręgowego towarzystwa w Kamionce Strumiłowej (1868-1871). Prezes Wydziału Okręgowego w Kamionce Strumiłowej  (1868-1885), a następnie członek poza oddziałem (1886-1888) Galicyjskiego Towarzystwa Gospodarskiego. Był także członkiem Galicyjskiego Towarzystwa Leśnego
Z poglądów konserwatysta, związany ze środowiskiem podolaków. W latach 1868–1884  był członkiem Rady Powiatu wybranym z grupy większej własności, od 1871 z grupy gmin wiejskich, od 1883 ponownie większej własności oraz prezesem Wydziału Powiatowego w Kamionce Strumiłowej (1868-1872).
Poseł do austriackiej Rady Państwa VI kadencji (7 października 1879 – 23 kwietnia 1885) i VII kadencji (22 września 1885 – 23 stycznia 1891), wybieranym z kurii IV (gmin wiejskich) z okręgu wyborczego nr 19 (Brody-Łopatyn-Załośce,-Kamionka-Busk-Radziechów). Należał do grupy posłów konserwatywnych podolaków Koła Polskiego w Wiedniu.

## Rodzina i życie prywatne
Urodził się w rodzinie ziemiańskiej, syn Jana Aleksandra, właściciela Śrutynia i Anny z Zamojskich. Miał brata Jana Prospera. Ożenił się z Anielą z Polanowskich, dzieci nie mieli. Jego szwagrem był Stanisław Polanowski.